# Óptimo climático

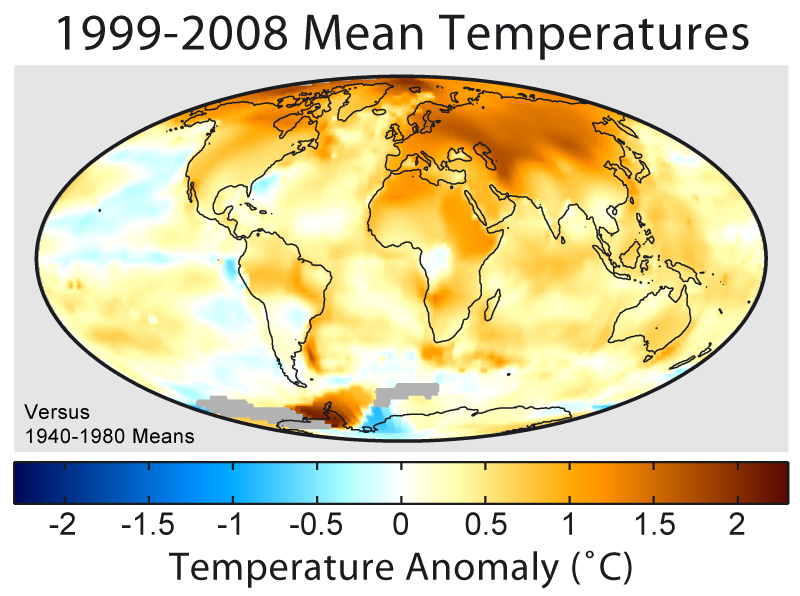
Mapa del cambio de temperaturas entre 1995 y 2004.

El término óptimo climático se refiere a unas condiciones de confort térmico y pluviométrico, regularidad y estabilidad del clima, pero no es sencillo dar valores de temperatura, humedad y lluvia objetivos.
En climatología se denomina pequeño óptimo climático al período entre los años 700 al 1200, cuando las temperaturas fueron más elevadas que en la actualidad, hasta el punto de poder explotar agrícolamente Groenlandia.
Los óptimos climáticos más conocidos y estudiados son el óptimo climático del Holoceno y el óptimo climático medieval (desde el siglo X hasta el siglo XIV), que fue seguido de la Pequeña Edad de Hielo (desde comienzos del siglo XIV hasta mediados del XIX).

## Características
Normalmente se considera como óptimo climático las características del clima marítimo de la costa oeste, con temperaturas suaves, lluvias suaves y abundantes, regulares y estable en el tiempo. Esta característica de estabilidad, de persistencia en el tiempo, parece ser una de las obsesiones del debate sobre el supuesto cambio climático. Pero esta opinión está, sin duda, condicionada porque este es el clima dominante en Europa. Para otros pueblos, y sobre todo para otras especies animales el óptimo climático puede tener otras condiciones.
Cuando el clima se estabiliza y persisten sus características a lo largo del tiempo se establece entre la biocenosis y él un clímax climático que implica la existencia de un óptimo climático.

## Dimensión económica
El concepto de óptimo climático también tiene una dimensión económica. En este sentido el óptimo climático es el clima ideal para los cultivos agrícolas, sin heladas, con lluvias suaves y regulares de manera que no se necesita regadío y que se repita todos los años de manera que se puedan programar con seguridad las labores agrícolas con los criterios de la revolución verde. Pero también un clima cálido y seco que permita la actividad turística de sol y playa en verano, y que proporcione la suficiente agua para las necesidades de estas zonas. Un clima en el que nieve en las montañas para asegurar las necesidades de agua en las ciudades. Un clima donde no haya meteoros catastróficos ni inundaciones. Y hasta un clima en el que llueva en el campo cuando se necesite y llueva suavemente en las ciudades de cuatro a cinco de la madrugada.

## Ciclos del clima
Las características de los distintos climas se ha establecido tras una serie largas observaciones, pero estas observaciones, como mucho, se pueden remontar 200 años, y en la mayoría de los casos no más de 60 años. Esto nos da una fotografía de un momento de la historia del clima, pero no de su evolución, por lo que es precipitado afirmar que el clima es como lo definen esos datos. El clima de la Tierra es un sistema dinámico y caótico que se transforma con el tiempo.
Debido a que desde el Pleistoceno los períodos fríos han dominado el planeta parece que vivimos en una época excepcional, de carácter cálido. Así, podemos presumir que con el tiempo vendrá otra glaciación, razón por la cual al período actual algunos climatólogos lo llaman interglacial. Pero, en realidad, no es posible estar seguros de si vendrá otra glaciación, por lo que lo más correcto es llamar a este período postglacial.